# گورستان سلطنتی سوئد
گورستان سلطنتی سوئد (Kungliga begravningsplatsen) برای اولین بار در سال ۱۹۲۲ مورد استفاده قرار گرفت و از سال ۱۹۵۰ تنها محل دفن رسمی خانواده سلطنتی سوئد بوده است و پس از کلیسای ریدارهولمن به عنوان آرامگاه است. تمام جزیره کوچک کارلسبورگ در خلیج برونسویکن را اشغال می‌کند. این گورستان بخشی از پارک محبوب هاگا در سولنا، سوئد است.

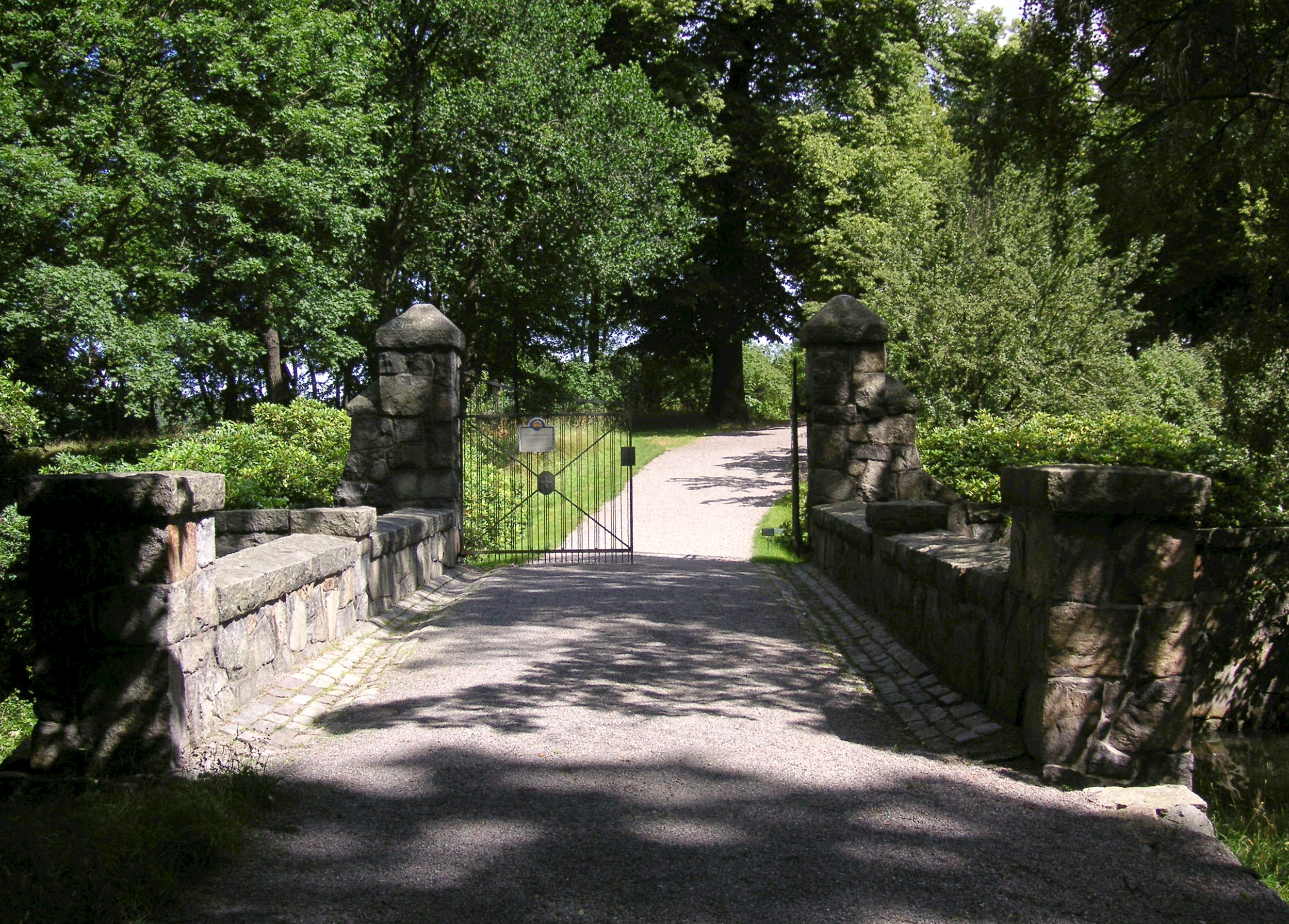
پل و دروازه‌های قبرستان در پارک هاگا

پل کوچکی از پارک خشکی تا جزیره و بنای بزرگ صلیبی شکل، کنار بالاترین قبر توسط فردیناند بوبرگ طراحی شده است.

## دسترسی عمومی
جزیره و مناطق عمومی پارک هاگا بخشی از منطقه حفاظت شده پارک ملی رویال شهر سولنا و استکهلم است. خود آن پارک بزرگ، عمومی است و در تمام طول سال برای بازدیدکنندگان بدون پرداخت هزینه باز است. این گورستان برای بازدیدکنندگان از ماه مه تا اوت (پنجشنبه‌ها از ساعت ۱ بعد از ظهر تا ۳ بعد از ظهر) باز است.

## نگارخانه

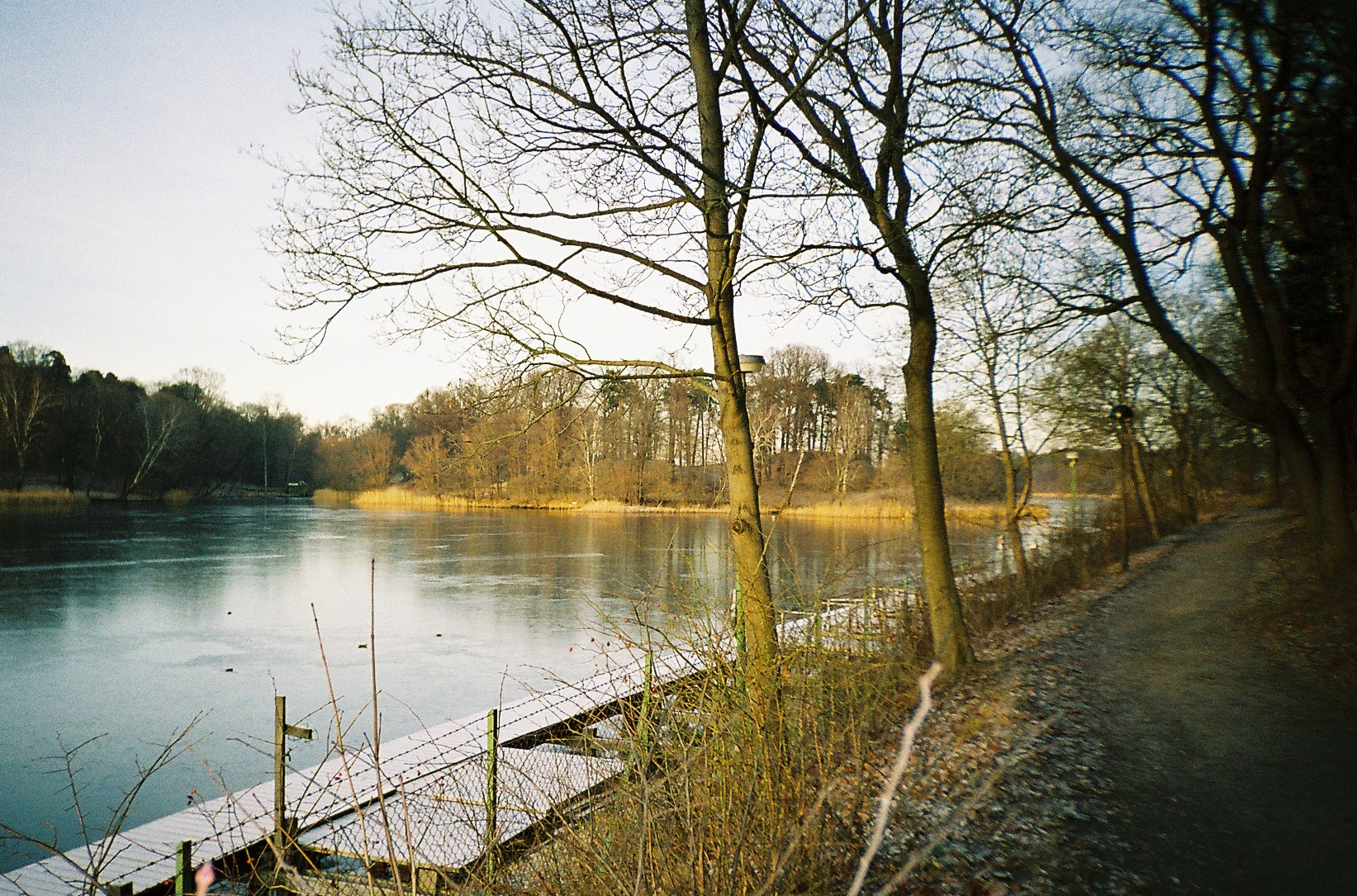
کل جزیره کارلسبورگ در زمستان
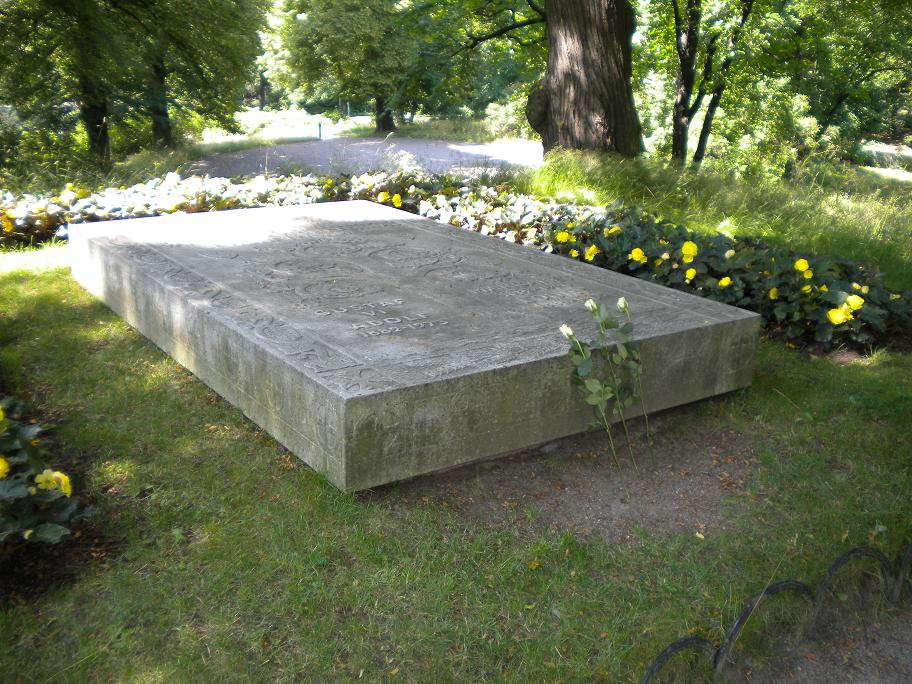
قبر پادشاه گوستاف آدولف ششم، ملکه لوئیز و ولیعهد مارگارتا
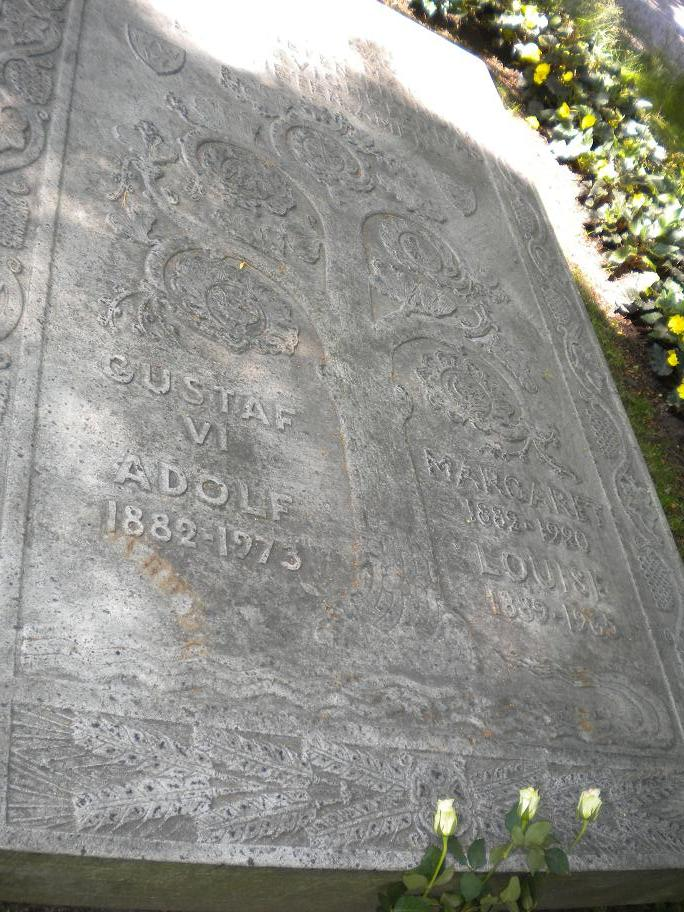
نمای نزدیک از قبر پادشاه گوستاف ششم آدولف، ملکه لوئیز و ولیعهد مارگارتا
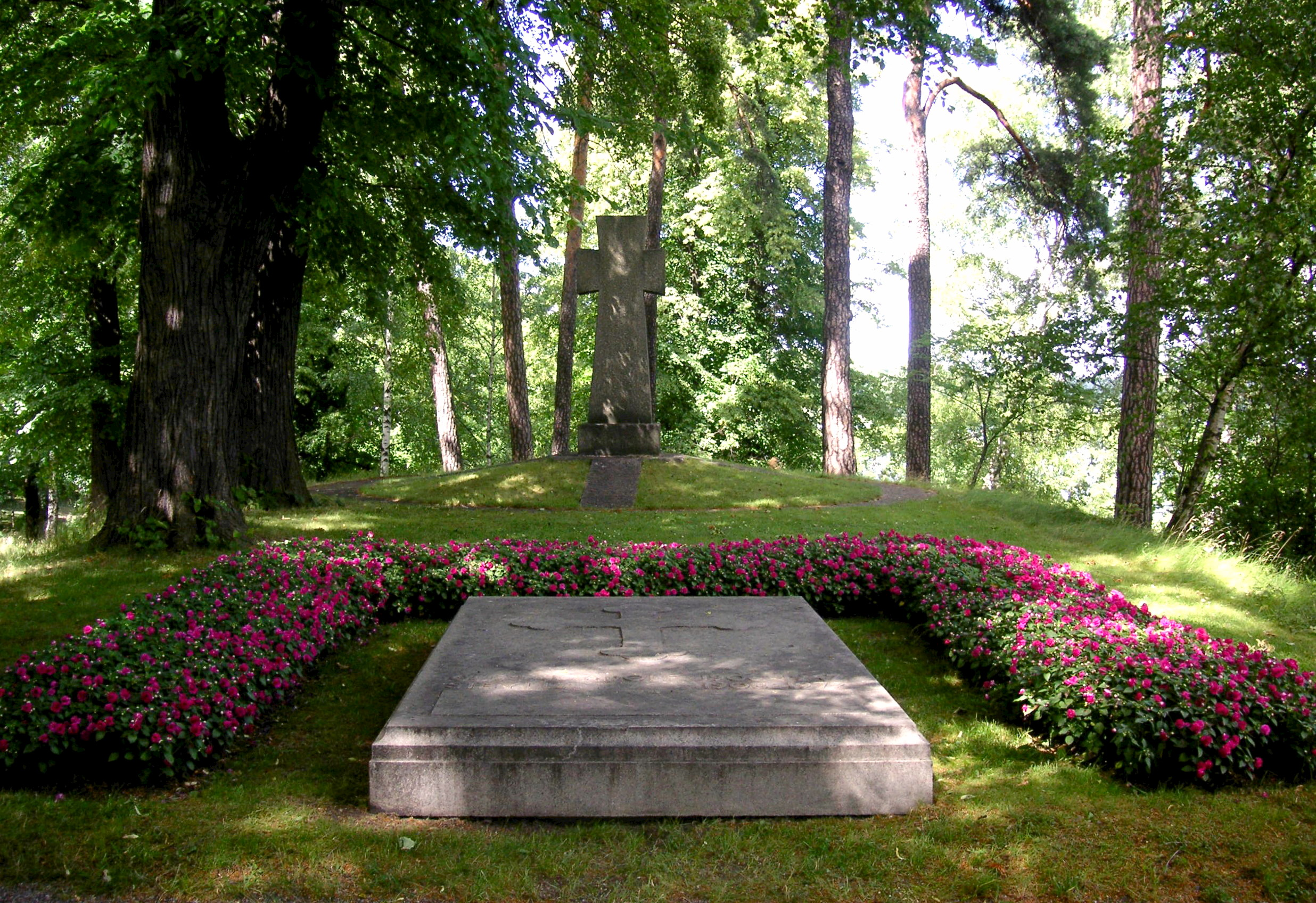
قبر شاهزاده گوستاف آدولف و پرنسس سیبیلا، پدر و مادر پادشاه کنونی کارل شانزدهم گوستاف سوئد
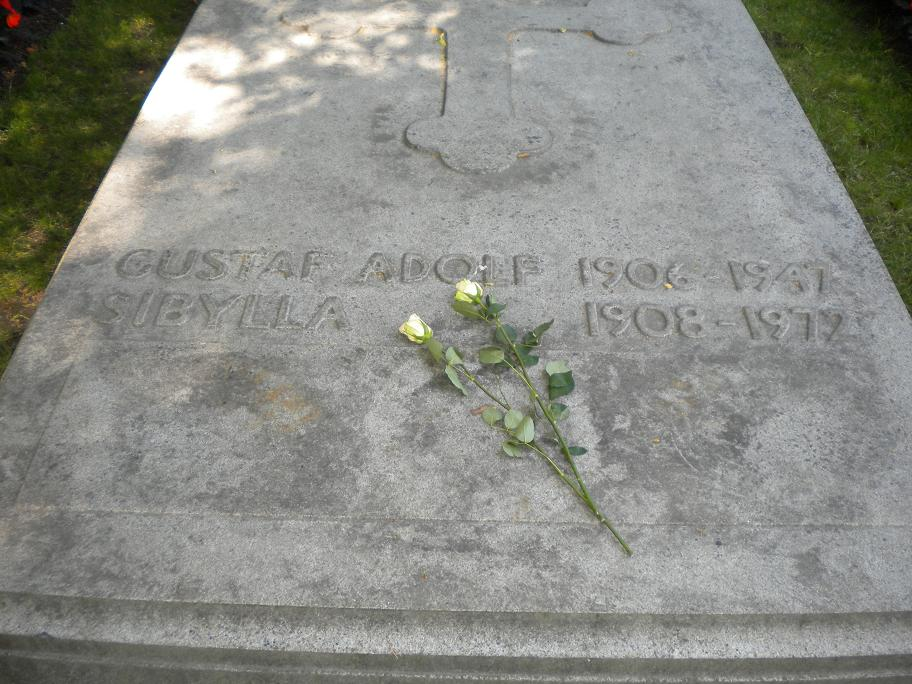
نمای نزدیک از قبر شاهزاده گوستاف آدولف و پرنسس سیبیلا
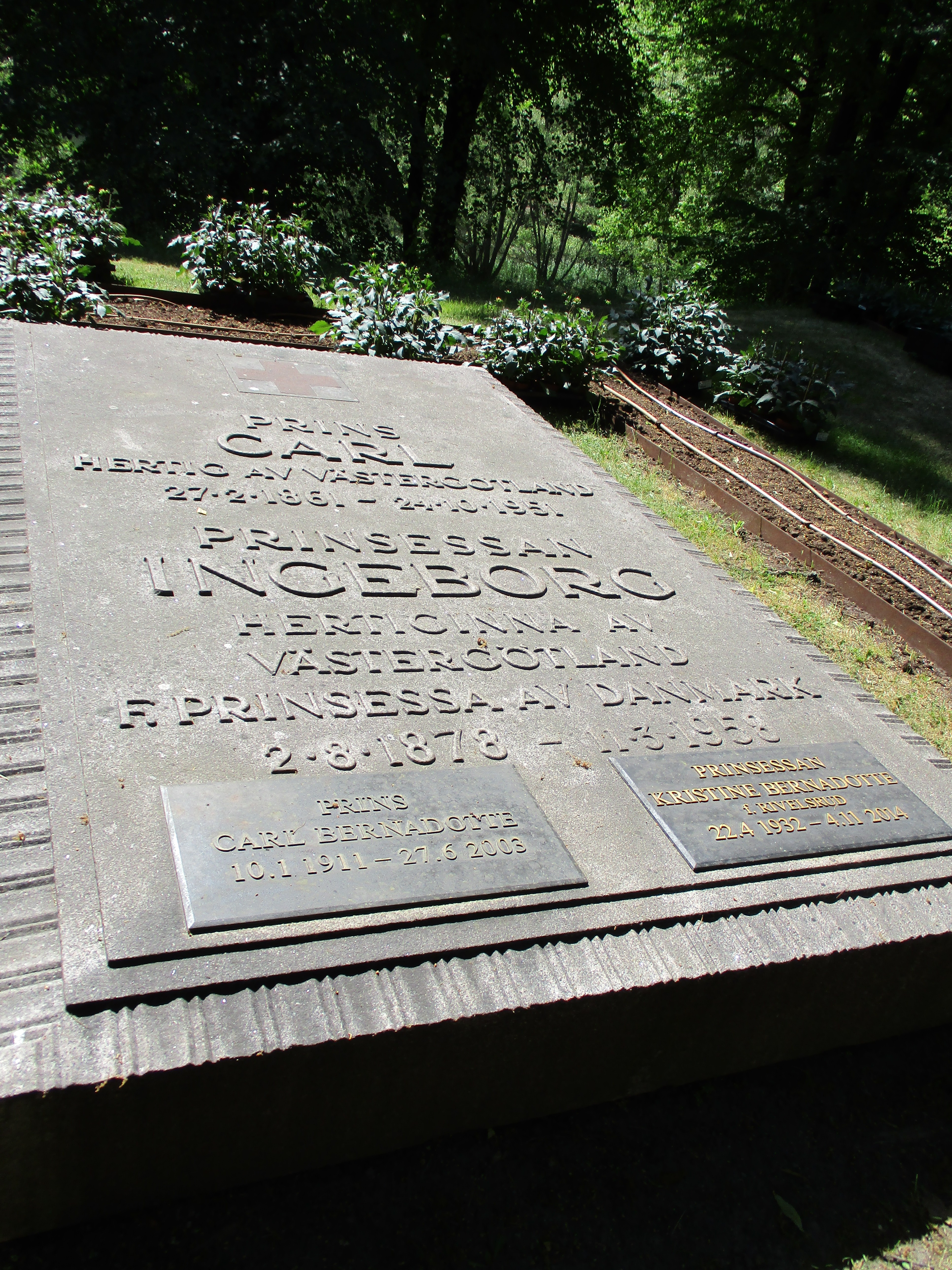
قبر شاهزاده کارل و پرنسس اینگبورگ، پسرشان کارل برنادوت و همسرش کریستین برنادوت
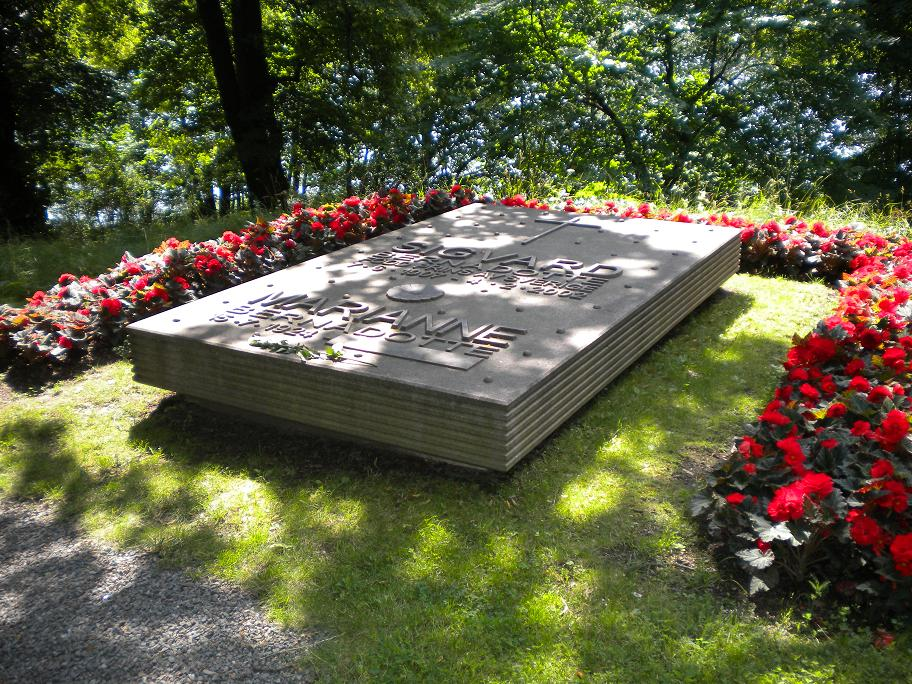
قبر سیگوارد برنادوت
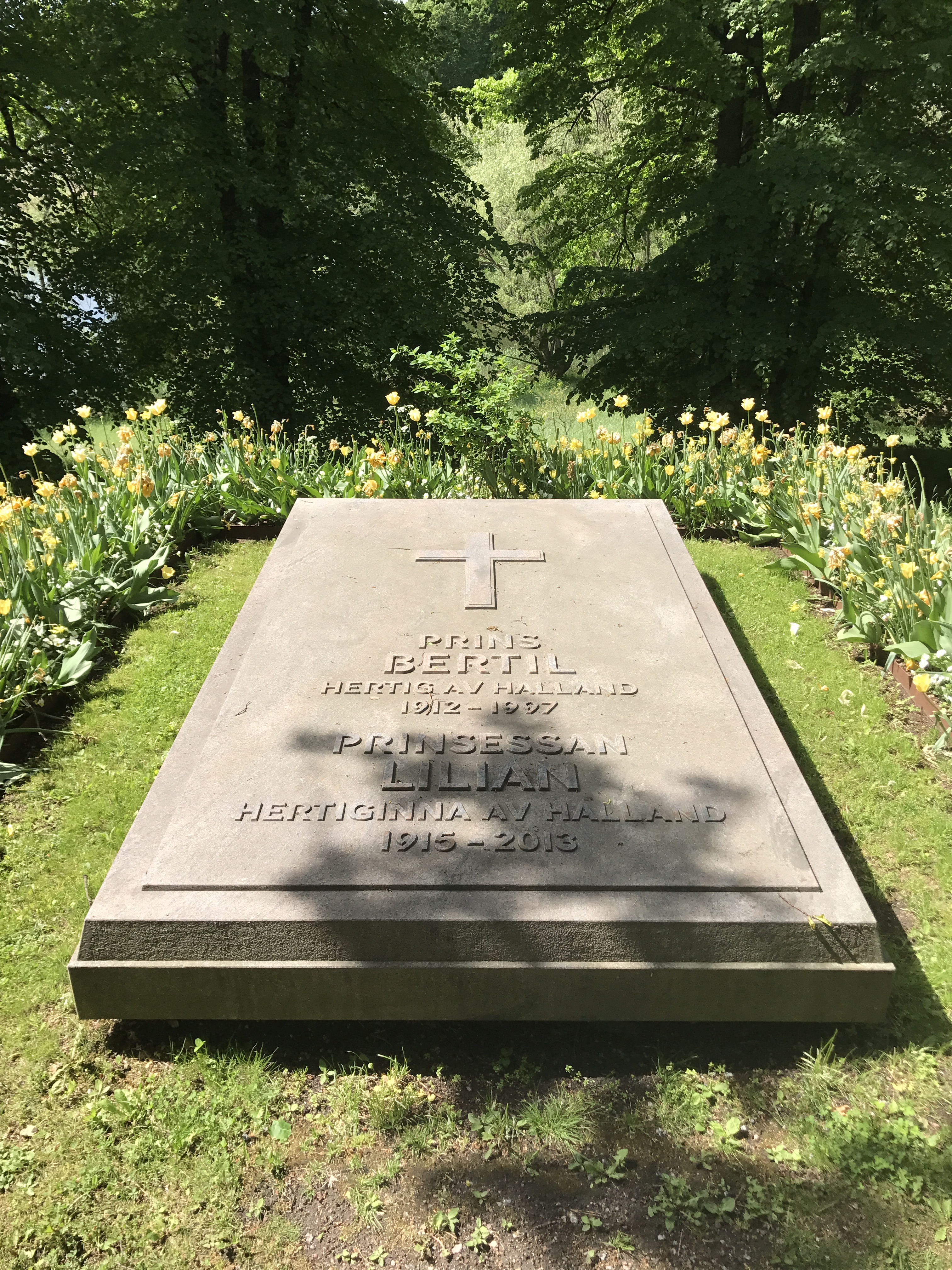
قبر شاهزاده برتیل و پرنسس لیلیان
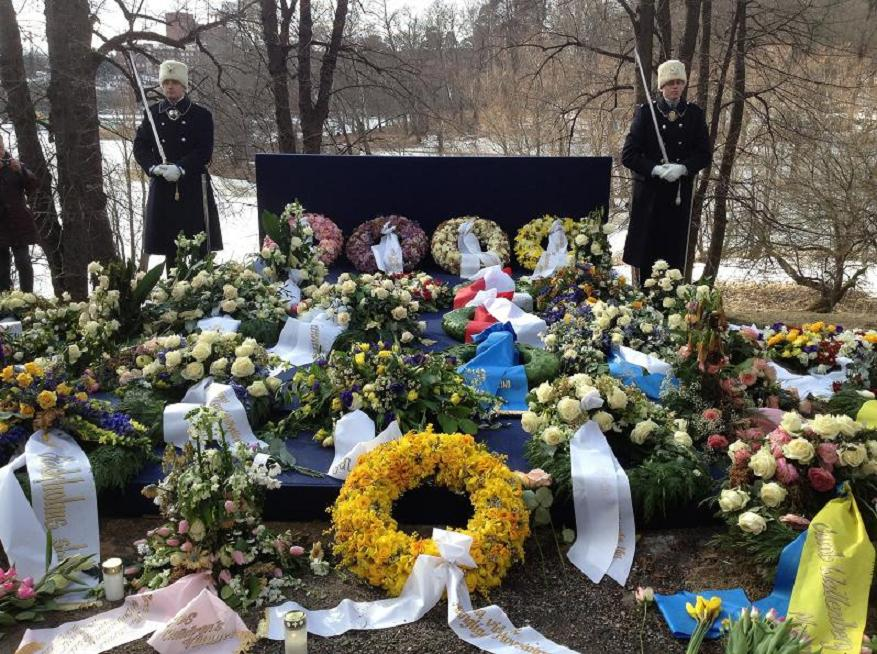
پس از تشییع جنازه پرنسس لیلیان در سال ۲۰۱۳، نگهبان افتخار بر سر قبر او
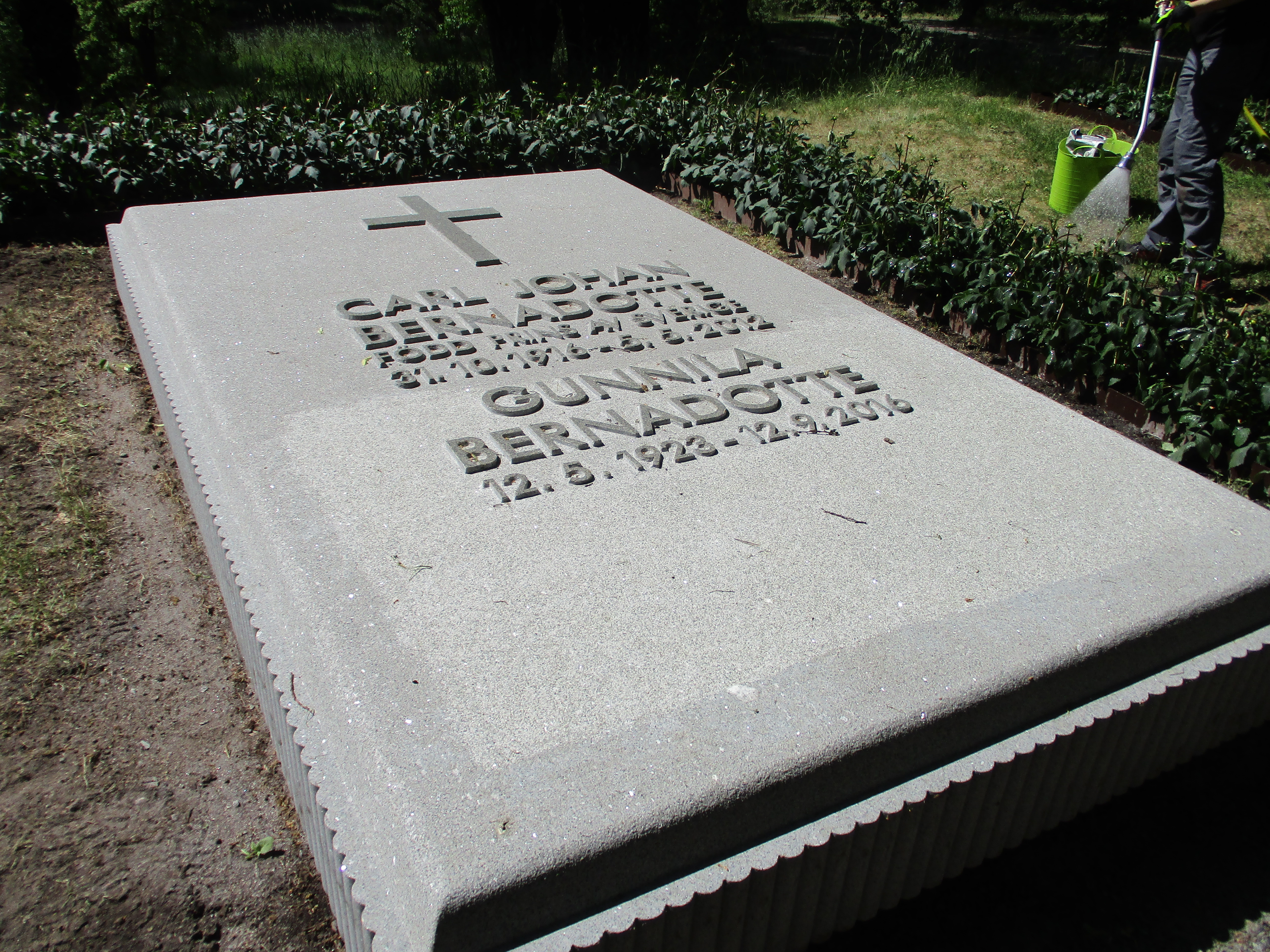
قبر کارل یوهان برنادوت و همسرش گونیلا برنادوت
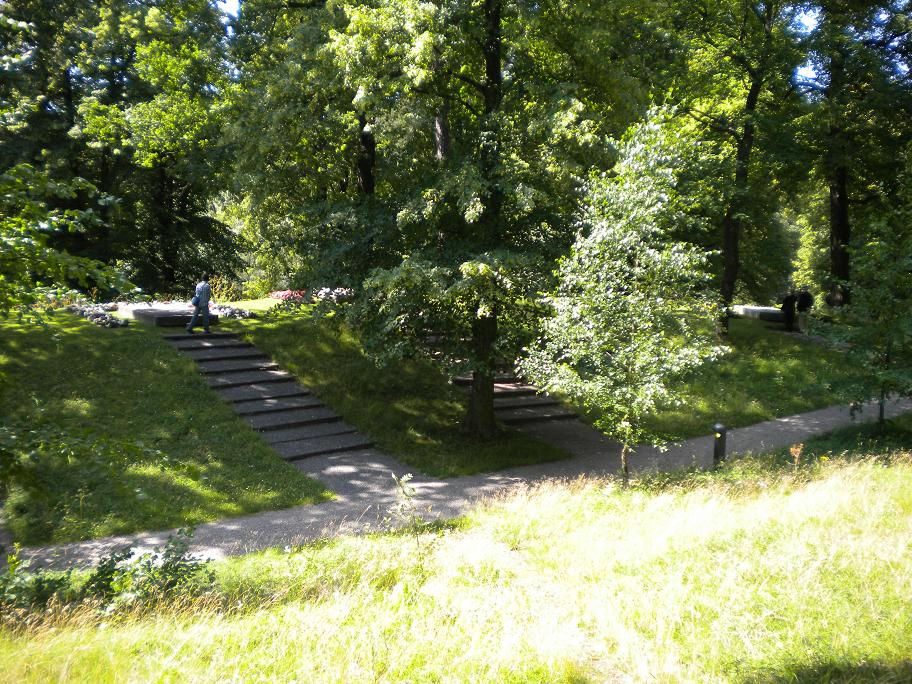
پله‌های دامنه تپه و مسیرهای پیاده روی در گورستان
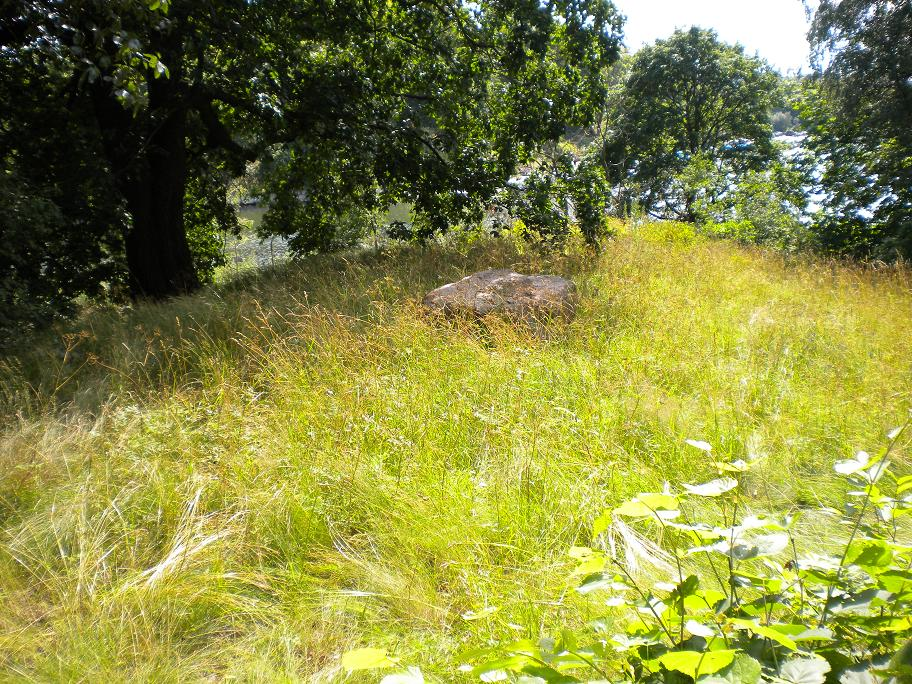
نشانگر سنگی بزرگ با اهمیت ناشناخته برای عموم